# Xã Young America, Quận Edgar, Illinois
Xã Young America (tiếng Anh: Young America Township) là một xã thuộc quận Edgar, tiểu bang Illinois, Hoa Kỳ. Năm 2010, dân số của xã này là 726 người.